# Lucifugum
Lucifugum er et black metal-band fra Ukraine.

## Medlemmer
- Khlyst (Igor Naumchuk) – Vokal (2014-), Lyrik (1995-), Trommer programmering (2008-)
- Stabaath (Elena Naumchuk) – Vokal, guitar, bas (2004-)

### Tidligere medlemmer
- Faunus (musiker) – vokal (1995-2001)
- Bal-a-Myth – guitar, bas (1995-2002)

## Diskografi

### Album
- Gates of Nocticula – 1995
- Path of Wolf – 1996
- Through the Indifferent Sky – 1997
- on the sortilage of christianity – 1999
- On hooks to pieces! – 2000
- …and the Wheel keeps crunching… – 2001
- Stigma Egoism – 2002
- …back to chopped down roots – 2003
- Sociopath: philosophy cynicism – 2003
- Vector33 – 2005
- The Supreme Art of Genocide – 2005
- Involtation – 2006
- Sectane Satani – 2007
- Acme Adeptum – 2008
- Xa Heresy – 2010
- Od Omut Serpenti – 2012
- Sublimessiah – 2014